# 9938 Kretlow
9938 Kretlow è un asteroide della fascia principale. Scoperto nel 1988, presenta un'orbita caratterizzata da un semiasse maggiore pari a 2,1397640 UA e da un'eccentricità di 0,1899070, inclinata di 3,80354° rispetto all'eclittica.
L'asteroide è dedicato all'astronomo tedesco Mike Kretlow